# Natascha Slijpen
Natascha Slijpen (18 januari 1973 - Liessel, 23 maart 2007) was een Nederlands auteur en kunstschilder.

## Levensloop
Slijpen kreeg aanvankelijk enige landelijke bekendheid toen ze in 2000 met haar vriend een editie van het tv-programma Love Letters won, en in deze show met haar vriend trouwde. De meeste bekendheid verwierf ze echter in 2006 met haar boek Mail en zonneschijn, waarin ze verslag deed van de ziekte darmkanker waaraan zij leed. Het boek werd een onverwacht landelijk succes en maakte indruk door haar optimistische kijk op leven. Slijpen werd uitgebreid geïnterviewd door de nieuwsbladen De Telegraaf en BN/De Stem en won in 2006 de Flair Award. Het Eindhovens Dagblad volgde haar enige jaren. Slijpen was ook actief in het lokale verenigingsleven en lid van de schildersgroep van Harrie Martens. Ze overleed uiteindelijk aan darmkanker op 34-jarige leeftijd en liet een man en een dochtertje na.

## Publicatie
- Mail en zonneschijn (2006)

## Prijs
- Flair Award (2006)

- International Standard Name Identifier: 0000 0003 6889 6344
- Nederlandse Thesaurus van Auteursnamen: 297140507
- Virtual International Authority File: 285948628
- WorldCat: E39PBJpdV48ggB8QwYThVpGrbd